# Iet van Feggelen

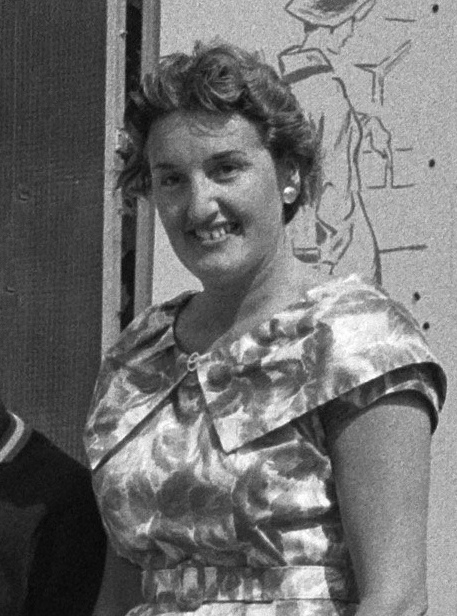
Iet Koster van Feggelen (1960)

Irene „Iet “van Feggelen, nach Heirat 1943 Irene Koster van Feggelen, (* 20. August 1921 in Amsterdam; † 17. Juli 2012 ebenda) war eine niederländische Schwimmerin. Bei Europameisterschaften erschwamm sie je eine Silber- und Bronzemedaille.

## Karriere
Bei den Olympischen Spielen 1936 gewannen mit Nida Senff und Hendrika Mastenbroek zwei Schwimmerinnen aus den Niederlanden die Gold- und die Silbermedaille im Rückenschwimmen über 100 Meter. 1938 verbesserten mit Cor Kint und Iet van Feggelen zwei junge Niederländerinnen den Weltrekord über 100 Meter Rücken. Ende 1938 hielt Iet van Feggelen die Weltrekorde über 100 Meter und  200 Meter Rücken, Ende 1939 hielt Cor Kint beide Rekorde und wegen des Zweiten Weltkriegs überdauerten diese Rekorde die 1940er Jahre.
Bei den Europameisterschaften 1938 in London gewann Cor Kint den Titel vor Iet van Feggelen. Wegen des Zweiten Weltkriegs nahmen beide nie als aktive Sportlerinnen an Olympischen Spielen teil. Iet van Feggelen gewann den niederländischen Meistertitel über 100 Meter Rücken in den Jahren 1941 bis 1943. 1943 heiratete sie den Wasserballspieler Ko Koster. Bei den Europameisterschaften 1947 in Monte Carlo trat Irene Koster van Feggelen wieder über 100 Meter Rücken an und erhielt die Bronzemedaille hinter der Dänin Karen Harup und der Britin Catherine Gibson.
Bei einer Wettkampfreise durch die Vereinigten Staaten sah Irene Koster van Feggelen 1947 erstmals Wettkämpfe im Synchronschwimmen. Nach ihrer Rückkehr gründete sie die erste europäische Mannschaft in dieser Sportart. Ab 1957 war sie als Trainerin im Stab der Nationalmannschaft tatig. Als Trainerin nahm sie 1964 und 1968 doch noch an Olympischen Spielen teil. Drei Jahre vor ihrem Tod wurde Iet van Feggelen 2009 als Schwimmpionierin in die International Swimming Hall of Fame (ISHOF) aufgenommen.
Iet van Feggelen war die ältere Schwester des Wasserballspielers Ruud van Feggelen, der 1948 mit der niederländischen Nationalmannschaft eine olympische Bronzemedaille gewann.